# Knight Inlet
El Knight Inlet (en inglés: Knight Inlet, que en español, significa «entrante del Caballero») es uno de los principales entrantes marinos o fiordos de la costa de la Columbia Británica, la mayor de las entradas en el tramo de costa meridional. 

## Geografía
El Knight Inlet es uno de los entrantes o fiordos más largos en la costa de la Columbia Británica, con unos 105 kilómetros de longitud, desde su extremo nororiental en el continente (donde confluyen los ríos Klinaklini y Franklin), hasta su desembocadura al sur del estrecho de la Reina Carlota (entre el norte de la isla de Vancouver y el continente). El entrante tiene una anchura media de 2,9 km, y sigue primero una dirección SSO, para, tras dar un quiebro a mitad de su trayecto, girar hacia el ESE. En su tramo final discurre entre las isla de Gilford, al norte, y las islas Ministrel, Turnour, Harbledown y Hanson, al sur. El canal que bordea la isla de Gilford es el Tribune Channel.
Es el quinto en la secuencia de los grandes fiordos al norte del paralelo 49ºN, no muy lejos de Vancouver, pero es el primero cuyo punto de salida está fuera del estrecho de Georgia, en la apertura del estrecho de la Reina Carlota, en la comunidad Kwakwaka'wakw de Mamalilaculla, al este de la isla Malcolm y del pueblo pesquero de Port McNeill (en isla Vancouver) y justo al norte de la apertura de la parte superior del estrecho de Johnstone, un estrecho de mar que separa la isla Vancouver del continente. 
Su gran volumen de agua es la causa de una gran turbulencia en su boca durante el cambio de marea, y los vientos que salen de él, que provienen de la meseta interior de la Columbia Británica, son un peligro para las embarcaciones pequeñas en el estrecho de la Reina Carlota. Es alimentado por el río Klinaklini, que comienza en el borde occidental de la meseta de Chilcotin y es alimentada por el enorme glaciar Klinaklini, una de los dos principales lenguas orientales del campo de hielo Ha-Iltzuk, una de los mayores casquetes de hielo las montañas Costeras del sur y también el hogar de la caldera volcánica Silverthrone.
El Knight Inlet se encuentra en la parte continental entre el Distrito Regional de Strathcona y el Distrito Regional de Monte Waddington.

## Fauna
Las costas del Knight Inlet son particularmente conocidas por los osos que viven en ellas, siendo en verano sus aguas el escenario de una concentración muy grande de grizzlys. Desde las plataformas fijas emplazadas en Glendale Cove, por encima de los pantanos de agua salada, se puede observar a los osos en su ambiente natural. 

## Historia
El Knight Inlet está en el territorio tradicional de las poblaciones amerindias Da'naxda'xw (anteriormente transcrita como «Tanakteuk») y Awaetlala. 
La tradición oral cuenta que Kwalate, un pueblo importante de la tribu Da'naxda'xw en las orillas de una entrada del fiordo de forma aserrada, fue destruida por un tsunami cuando una roca se deslizó en las aguas del fiordo desde una altura de 840 metros desde las laderas de la ribera opuesta. Las investigaciones geológicas demostraron que la aldea estuoa habitada entre los siglos XIV y el XVI por un centenar de personas.